# Simone Spada
Simone Spada (Torino, 17 marzo 1973) è un regista e sceneggiatore italiano.

## Biografia
Nel 1999 frequenta uno stage di regia presso la USC Film School di Los Angeles.
Tornato in Italia inizia a lavorare sui set e dal 1999 lavora come aiuto regista in più di quaranta film e fiction lavorando con registi come Wilma Labate, Gennaro Nunziante, Giorgio Capitani, Edoardo Leo, Claudio Amendola, Ivano De Matteo, Checco Zalone, Gabriele Mainetti, Claudio Caligari e Leonardo Pieraccioni.
Nei primi anni, parallelamente al lavoro di aiuto regista, si avvicina al documentario e al cortometraggio girando video, corti e documentari tra i quali ‘Qualcosa di trash’ del 1999, ‘Uno’ e ‘Due’ del 2000 e nel 2003 con Andrea Camuffo, il documentario Lovte presentato al Concorso Doc 2003 del Torino Film Festival.
Nel 2018 abbandona la carriera da aiuto regista e fa il suo esordio come regista con il film Hotel Gagarin, (con Giuseppe Battiston, Claudio Amendola e Luca Argentero) di cui cura anche la sceneggiatura e per il quale viene candidato ai David di Donatello 2019 nella categoria dei registi esordienti, come migliore opera prima al Ciak d'oro 2019 e vince il Roseto opera prima oltre a numerosi altri premi. 
Nel 2019 ha diretto Domani è un altro giorno, con Marco Giallini e Valerio Mastandrea, remake del film spagnolo Truman - Un vero amico è per sempre, il film vince diversi premi e ottiene la candidatura al David di Donatello 2020 di Anna Ferzetti come miglior attrice non protagonista. Sempre nel 2019 e nel 2020, ancora con Marco Giallini, è il regista della terza e della quarta stagione della serie televisiva Rocco Schiavone, tratta dai libri di Antonio Manzini editi Sellerio e trasmessa su Rai 2 e su Prime Video.
Nel 2021 è il regista della serie televisiva Studio Battaglia con Barbora Bobulova, Lunetta Savino e Carla Signoris, prodotta da Palomar e trasmessa su Rai 1. Nel 2022 torna in Valle D’Aosta per dirigere la quinta stagione di Rocco Schiavone, tratta in gran parte dal libro Vecchie conoscenze di Antonio Manzini. Nel 2023 torna a dirigere la seconda stagione di Studio Battaglia 2, sempre in onda su Raiuno, che conferma gli ottimi ascolti e le critiche positive della prima stagione. L’anno successivo dirige nuovamente Marco Giallini per la sesta stagione della serie Rocco Schiavone tratta questa volta dal libro Le ossa parlano sempre di Antonio Manzini. 
Nel marzo del 2025 inizia le riprese della terza stagione della fortunata serie comedy Call My Agent-Italia prodotta da Palomar e Sky Studios che vede nei panni di sé stessi Luca Argentero, Stefania Sandrelli, Miriam Leone, Ficarra e Picone, Michelle Hunziker e buona parte del cast della serie Sky Romanzo Criminale.

### Vita privata
Simone Spada vive a Roma. Ha due figlie.

## Filmografia

### Regista

#### Cinema
- Qualcosa di trash - cortometraggio (1998)
- Uno - cortometraggio (1999)
- Due - cortometraggio (2000)
- Lovte - documentario, con Andrea Camuffo (2003)[1]
- La prima cosa - documentario (2005)
- Hotel Gagarin (2018)
- Domani è un altro giorno (2019)

#### Televisione
- Rocco Schiavone - serie TV, 14 episodi (2019-2025)
- Studio Battaglia - serie TV, 14 episodi (2022-2024)
- Call my agent-Italia terza stagione (2025)

### Sceneggiatore
- Lovte - documentario (2003)[1]
- La prima cosa - documentario (2005)
- Hotel Gagarin (2017)

## Riconoscimenti
- Roseto opera prima
  - 2019 – Vincitore con Hotel Gagarin[8][7]

- David di Donatello
  - 2019 – Candidatura al miglior regista esordiente per Hotel Gagarin[5]

- Ciak d'oro
  - 2019 – Candidatura alla migliore opera prima per Hotel Gagarin[6]